# 1651 Behrens
1651 Behrens este un asteroid din centura principală, descoperit pe 23 aprilie 1936, de Margueritte Laugier.